# ミタイノコレクション
『ミタイノコレクション』は、チューリップテレビで2010年4月10日から放送されているローカルワイド情報・バラエティ番組である。
通称は『ミタコレ』。

## 概要
- スタジオ収録ではなく、毎週異なる富山県内のお店などから放送されている。
- 番組開始当初は16:54からの開始であったが、2012年1月21日に放送時間を6分延長[3]、その後再度6分短縮し、現在に至る。

## 放送時間
全て日本時間（JST）で記す。
| 期間      | 期間      | 放送時間（JST）       |
| --------- | --------- | --------------------- |
| 2010.4.10 | 2012.1.14 | 16:54 - 17:23（29分） |
| 2012.1.21 | 不詳      | 16:48 - 17:23（35分） |
| 不詳      | 不詳      | 16:48 - 17:17（29分） |
| 不詳      | 不詳      | 16:54 - 17:20（26分） |
| 不詳      | 現在      | 16:30 - 17:00（30分） |

- 第3シリーズ以降は火曜 9:55 - 10:21に再放送を実施する場合がある[4]。

## 出演者
MC
- 小西鼓子
- 中川環

ミタイノムービー
- Mr.加藤

## 過去の出演者
MC
- 西美香
- 松田亜希
- 鎌田香奈
- 冨並望美
- 畑野直子
- 菅久瑛麻
- 天野なな実
- 福田佳緒理
- 門池舞
- 日比あゆみ
- 木下愛季子

## 放送内容

### 主なコーナー
- 特集
  - とやま教えてぇま
  - ちょっとおでかけ
  - 新店みつけた!
- ミタイノファイル
- ミタイノムービー

など

### 過去の主なコーナー
- いますぐミタイノ
- 知っちゃお富山

など

## 使用曲
オープニングテーマ
Sweet Vacation「The Goonies 'r' Good Enough」

## ミタイノコレクション ゴールデンSP
2016年3月30日 19:56 - の1時間枠で放送された本番組の特別番組。ゲストは金子貴俊、大川藍。